# Ronald Spuller
Ronald Spuller (Wiener Neustadt, 22 giugno 1981) è un ex calciatore austriaco, di ruolo centrocampista.

## Carriera

### Club
Esordisce il 27 settembre 2008 nella sconfitta per 1-2 contro il Salisburgo.